# スーパーインポーズ (映像編集)
スーパーインポーズ（英語: superimpose）は、映像技術用語の一つで、映像編集の手法。superimposeとは「複数のものを重ね合わせる」という意味の英語で、映像に文字や図形や他の映像を重ねること、または重ねたものをこう呼ぶ。
日本語では略して「スーパー」とも呼ばれる。とりわけ字幕の合成技術は「字幕スーパー」と呼ぶ。

## 概要
もとは映画フィルムの字幕合成技術を指した。かつて映画フィルムでは、現像されたポジの上に字幕を書き込んだフィルムを載せて焼き付け、字幕を合成していた。
テレビジョン技術におけるスーパーインポーズを「テロップ」と広く呼ぶ例があるが、これは静止画表示装置だったテロップを字幕合成に応用したことから一般名詞化したものである（テロップの用途には静止画CMなども含まれる）。

## 技術
テロップ（オペーク装置）が多く用いられた時代は、テロップカードの映像信号を、下地の映像信号に重ね合成（スーパーインポーズ合成）することで字幕合成を行っていた。この合成を行う映像信号処理回路は「スーパープロセッサ」と呼ばれていた。字幕表示のためのテロップは、通常のカードと違い、白地に黒文字または黒地に白文字など、1色で作成された。スーパープロセッサを通すことで、カードの背景色を透過化させ、描かれた図像の色および、境界部分（図像の縁）の色を任意に設定できた。
1970年代前半に、コンピュータのキーボードで出力した文字をコンピュータ処理により映像信号として発生させる「キャラクタージェネレータ」（CG）と、元の映像との合成を電子的に行うスーパー付加装置が登場。NHKではアニメーション以外の殆どの番組（クレジットタイトルや字幕）で順次採り入れられたが、民放では報道番組から導入され、1980年代までにテレビドラマやバラエティ番組にもオペークカード（手描き）によるスーパー表示と併用される形で普及した。テレビアニメでは1990年代中頃からCGによるスーパー表示が普及するようになった。
1990年代よりノンリニア編集装置の機能として組み込まれていることも珍しくなく、またパソコンから直接入力できるようにもなっており、日本国内においてはほぼすべての放送局においてオペークカードを用いた送出方法は姿を消し、コンピュータを使った入力・送出方式が一般的になっている。
映像付きのビデオカラオケ（レーザーディスク・VHD）では、黎明期の1980年代前半からCGによる歌詞表示となっている。また、通信カラオケでは、映像自体にはスーパーが含まれておらず、再生時に機器内蔵のコンピュータで生成されたスーパーをリアルタイム合成させて表示する形態となっている。
映像編集で用いるプロダクションスイッチャにおいても、映像同士の合成機能とは別に、スーパー合成を行う機能が充実している。また放送局の主調整室（マスター）で用いられるDSK（Downstream Keyer）も各種スーパー合成機能を備える。これは番組制作現場から独立した情報、例えば時計表示、天気予報、速報などを合成するために用いられる。ミクサー・キーヤー#キーイング機能参照。

## 日本のテレビ放送におけるスーパーインポーズの使用状況
収録段階で合成されるものと、オンタイムで表示されるものがある。

### 複数の番組ジャンルにまたがるもの
- 時刻表示 - 1956年8月19日、日本テレビが朝の時間帯（6時30分 - 7時50分）での番組放送を他局に先駆けて導入した際、番組内で1分刻みの時刻を表示したのが嚆矢とされる[1]。
- 技術情報
  - カラー放送、ステレオ放送、音声多重放送などを示す表示
- クレジットタイトル
  - 提供クレジット
  - スタッフロール、出演者紹介
- その他の割り込み情報
  - ニュース速報、気象情報など

### コマーシャル
民放では1975年まで、番組中に提供スポンサー等による字幕スーパーによるCM（テロップCM）が多く見られた。
同年、日本民間放送連盟（民放連）がCM総量規制を打ち出し、これに合わせてテロップCMを全廃させた。
これ以降、民放連放送基準150条に「スーパーインポーズは、番組中においてコマーシャルとして使用しない」と明記され、自主規制を継続しているが、字幕付きCMなど、例外規定もある。

## 海外のテレビ放送におけるスーパーインポーズ
韓国や台湾や香港のバラエティ番組などでは日本と同様のテロップの使い方がされる。中国のテレビジョン放送は方言の多様性から北京語での字幕がほとんどの番組で付けられている。欧州は英国放送協会（BBC）に倣う傾向が強い。